# Luzhou, Changzhi
Luzhou är ett stadsdistrikt och säte för stadsfullmäktige i Changzhis stad på prefekturnivå i Shanxi-provinsen i norra Kina. Det bildades 19 juni 2018 genom sammanslagning av de tidigare stadsdistrikten Chengqu (innerstadsområdet) och Jiao (förortsområdet) inom samma stad på prefekturnivå.